# Comabbio

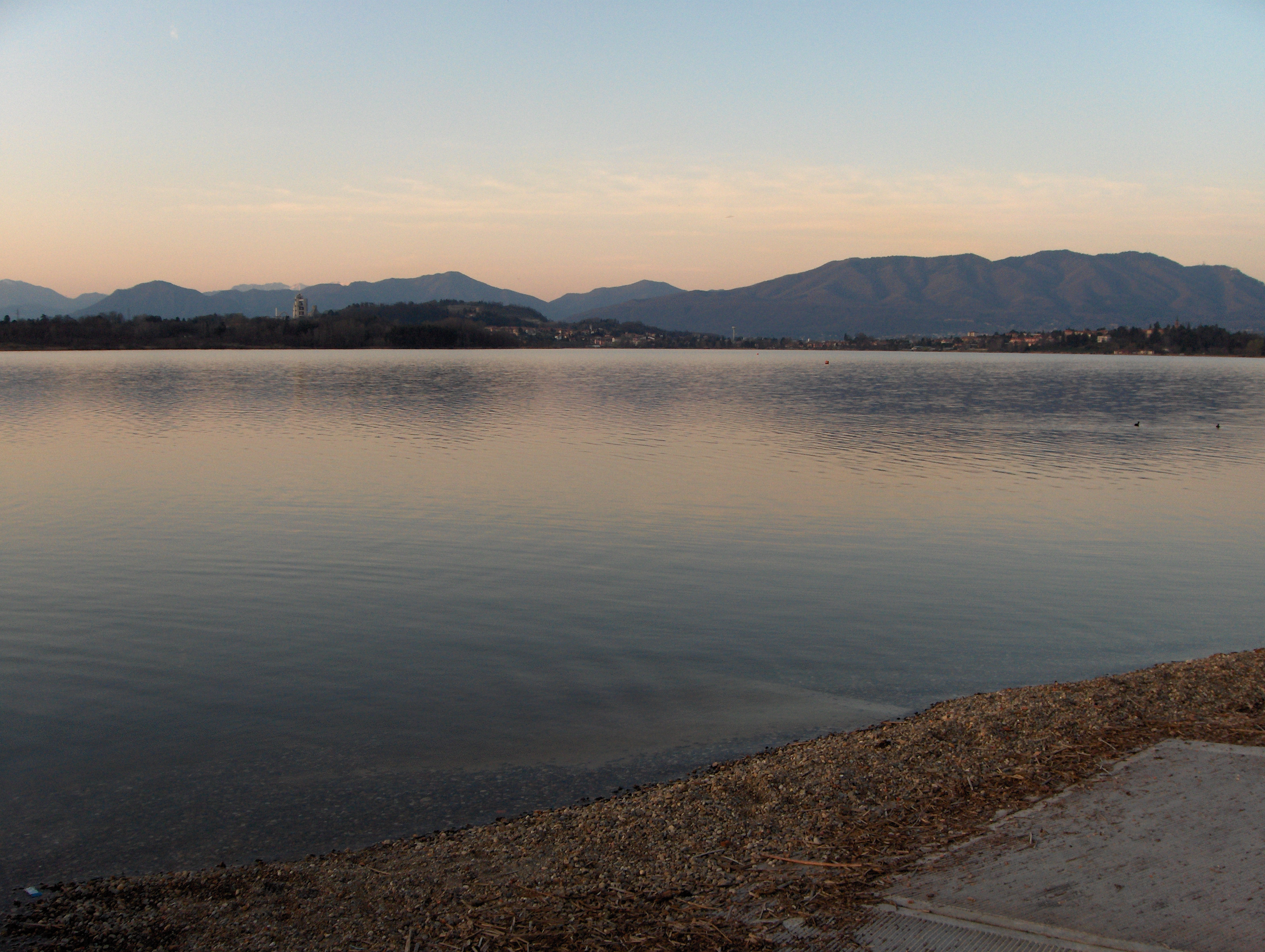
Comabbiosee

Comabbio ist eine italienische Gemeinde (comune) in der Provinz Varese in der Region Lombardei.

## Geographie
Die Gemeinde liegt etwa 13 Kilometer westsüdwestlich von Varese am Lago di Comabbio und am Südufer des Lago di Monate. Die bedeckt eine Fläche von 4,76 km². Zu Comabbio gehören die Fraktionen Monte Pelada, Cascina Zerbino, Careggio, Cascina della Palude und sito delle Querce. Die Nachbargemeinden sind Mercallo, Osmate, Sesto Calende, Ternate, Travedona-Monate, Varano Borghi und Vergiate.

## Geschichte
Die erste Siedlung von Comabbio könnte aus dem Neolithikum stammen, wie die Entdeckung von Pfahlbauten aus dieser Zeit am Lago di Monate in der Nähe von Comabbio zeigt. Es ist wahrscheinlicher, dass er auf das 4. Jahrhundert vor Christus zurückgeht, denn der Begriff Comabbio scheint sich vom keltischen com abzuleiten, was Kurve oder Becken bedeutet und die morphologische Beschaffenheit des Ortes beschreibt, der sich inmitten einer Kette von Moränenhügeln befindet und genau diese Vorstellung bietet. Gewissheit bietet das erste Jahrhundert nach Christus, auf das ein römisches Gräberfeld als unwiderlegbarer Beweis für die Existenz eines römischen Dorfes in dieser Zeit datiert wird. Es besteht kein Zweifel daran, dass auch zu dieser Zeit zahlreiche römische Straßen durch Comabbio führten und einen gewissen Wohlstand garantierten.
Die Geschichte von Comabbio lässt sich besser ab 1005 rekonstruieren, dem Jahr der ersten Erwähnung in den Notariatsakten des Diplomatischen Museums. Es gilt heute als sicher, dass die Pfarrkirche von Brebbia, zu der Comabbio damals gehörte, um 960 nach Christus von Kaiser Otto I. (HRR) zusammen mit vielen anderen Lehen an den Mailänder Erzbischof Valperto abgetreten wurde, als Anerkennung für die Dienste, die der Prälat dem neu gewählten Kaiser erwies. Es ist kein Zufall, dass die Pieve von Brebbia bereits am 22. Juni 999 nach Christus in den Besitz des Mailänder Erzbistums überging. Als Folge dieser historischen Tatsache gibt es in Comabbio zwei Umstände: der erste ist die Zunahme der erzbischöflichen Landpräsenz innerhalb der Grenzen von Comabbio ab dem Ende des 10. Jahrhunderts, der zweite ist die Ernennung der Familie de Curte aus Brebbia zu Lehnsherren von Comabbio.
Das Wirtschaftsleben von Comabbio an der Wende vom 11. zum 13. Jahrhundert war blühend. Ein großer Teil der Bevölkerung war in der Landwirtschaft tätig, insbesondere im Getreideanbau, im Nuss- und Obstanbau; ein anderer Teil war in der Fischzucht beschäftigt, wie die zahlreichen Fischteiche in den Aufzeichnungen des Diplomatischen Museums zeigen; ein weiterer Teil war im Baugewerbe tätig; schließlich befand sich ein großer Teil der Grundstücke im Besitz wohlhabender Grundbesitzer, darunter die Familien de Curte, de Solario, de Puteo, de Fontana, Brugnoli de Ecclesia und de Besutio, eine außergewöhnliche Konzentration, die sich nur durch die Bedeutung des Ortes erklären lässt. Der Handelswert der landwirtschaftlichen Flächen war extrem hoch, viermal so hoch wie im nahe gelegenen Ternate, fünfmal so hoch wie im nahe gelegenen Varano und zehnmal so hoch wie in Cologno Monzese. Die Be- und Entwässerungssysteme für das sumpfige Land waren technisch fortschrittlich, ebenso wie das politische Leben der Stadt, die sich zwischen 1187 und 1221 mit Sicherheit einer kommunalen Struktur mit doppelter konsularischer Vertretung für das bäuerliche und höfliche Volk rühmte.
Die Gemeinde Comabbio, die in den Statuten für die Straßen und Gewässer der Grafschaft Mailand erwähnt wird, gehörte zu den Gemeinden, die zur Instandhaltung der Straße nach Rho beitrugen. Im Jahr 1751 wurde die Gemeinde mit dem Grafen Giulio Visconti Borromeo Arese belehnt, während das Steuerbuch der Kammer den Namen Lodovico Visconti ausweist. In der Karte wurde die Gemeinde San Sepolcro mit 30 Seelen der Gemeinde zugeschlagen, für die ein späterer Zusammenschluss mit Ternate vorgesehen war. In Wirklichkeit waren die beiden Gemeinschaften jedoch getrennt, auch in Bezug auf die Besteuerung. Die beiden Gemeinden nutzten das Sumpfgebiet von Brabbia gemeinsam und zahlten dafür 6 Lire pro Jahr. Der zuständige Richter war der Podestà von Gavirate. Der Konsul legte seinen Eid auf der Strafbank des Gallarates ab, die für die Fälle des Major Magistrats zuständig war. Es gab keinen Rat und die Verwaltung wurde von zwei Bürgermeistern geleitet, die von der Gemeinde nach dem Läuten der Glocke gewählt wurden. Die Bürgermeister, die je nach Vereinbarung zwei oder drei Jahre im Amt blieben, kümmerten sich um die öffentlichen Angelegenheiten und überwachten die Richtigkeit der Zuweisungen. Der Kanzler, der ein jährliches Honorar von 30 Lire und eine Befreiung von der jährlichen persönlichen Abgabe erhielt, wohnte in Comabbio und bewahrte die Akten in einer Truhe in seinem Haus auf. Die Gemeinde hatte keine Prokuristen oder Bevollmächtigten. Bei der territorialen Aufteilung von 1757 gehörte Comabbio zur Gemeinde Brebbia. Nach der territorialen Aufteilung der österreichischen Lombardei im Jahr 1786 wurde Comabbio, das noch zur Gemeinde Brebbia gehörte, Teil der Provinz Gallarate. Am 21. Dezember 1807 beantragten Comabbio und die umliegenden Gebiete die Eingliederung in das Departement Olona. Nach der Zusammenlegung der Gemeinden des Departements Lario wurde die Gemeinde Comabbio mit den zusammengelegten Gemeinden Comabbio, Mercallo, Osmate und insgesamt 896 Einwohnern gemäß dem bereits 1807 vorgesehenen und in den beiden folgenden Jahren teilweise überarbeiteten Plan in den Kanton II des Gavirate des Distrikts II von Varese eingegliedert und als Gemeinde der Klasse III mit der nächsten territorialen Abteilung des Departements Lario bestätigt. Mit der Aktivierung der Gemeinden in der Provinz Como, entsprechend der territorialen Aufteilung des lombardisch-venezianischen Königreichs, wurde die Gemeinde Comabbio in den Bezirk XV von Angera aufgenommen.
Nach dem vorübergehenden Anschluss der lombardischen Provinzen an das Königreich Sardinien wurde die Gemeinde Comabbio mit 531 Einwohnern, die von einem fünfzehnköpfigen Gemeinderat und einem zweiköpfigen Stadtrat verwaltet wird, gemäß der durch das Gesetz vom 23. Oktober 1859 festgelegten territorialen Aufteilung in den Bezirk VI von Angera, Bezirk II von Varese, Provinz Como, eingegliedert. Bei der Gründung des Königreichs Italien im Jahr 1861 hatte die Gemeinde 593 Einwohner. Nach dem Gesetz über das Gemeindesystem von 1865 wurde die Gemeinde von einem Bürgermeister, einem Rat und einem Ausschuss verwaltet. Im Jahr 1867 wurde die Gemeinde in das gleiche Mandamento, den gleichen Distrikt und die gleiche Provinz aufgenommen. Im Jahr 1924 wurde die Gemeinde in den Bezirk Varese in der Provinz Como eingegliedert. Nach der Gemeindereform im Jahr 1926 wurde die Gemeinde von einem Podestà verwaltet. Im Jahr 1927 wurde die Gemeinde der Provinz Varese zugeschlagen. Nach der Gemeindereform von 1946 wurde die Gemeinde Comabbio von einem Bürgermeister, einer Junta und einem Gemeinderat verwaltet. Im Jahr 1971 hatte die Gemeinde Comabbio eine Fläche von 476 Hektar.

## Bevölkerung
| Bevölkerungsentwicklung | Bevölkerungsentwicklung | Bevölkerungsentwicklung | Bevölkerungsentwicklung | Bevölkerungsentwicklung | Bevölkerungsentwicklung | Bevölkerungsentwicklung | Bevölkerungsentwicklung | Bevölkerungsentwicklung | Bevölkerungsentwicklung | Bevölkerungsentwicklung | Bevölkerungsentwicklung | Bevölkerungsentwicklung | Bevölkerungsentwicklung | Bevölkerungsentwicklung |
| ----------------------- | ----------------------- | ----------------------- | ----------------------- | ----------------------- | ----------------------- | ----------------------- | ----------------------- | ----------------------- | ----------------------- | ----------------------- | ----------------------- | ----------------------- | ----------------------- | ----------------------- |
| Jahr                    | 1573                    | 1748                    | 1781                    | 1805                    | 1809                    | 1871                    | 1901                    | 1921                    | 1951                    | 1971                    | 1991                    | 2001                    | 2011                    | 2021                    |
| Einwohner               | 291                     | 440                     | 357                     | 331                     | *896                    | 739                     | 695                     | 597                     | 580                     | 811                     | 849                     | 958                     | 1194                    | 1215                    |

- 1809 Fusion mit Mercallo und Osmate

## Verkehr
Durch die Gemeinde führt die Strada Statale 629 del Lago di Monate von Vergiate nach Gemonio.

## Sehenswürdigkeiten
- Pfarrkirche San Giacomo apostolo
- Wallfahrtskirche Beata Vergine del Rosario
- Statue Il pensatore des Bildhauers Ernesto Bazzaro
- Denkmal der Gefallenen des Bildhauers A. Bolgiani